# Carlo Luca Pozzi

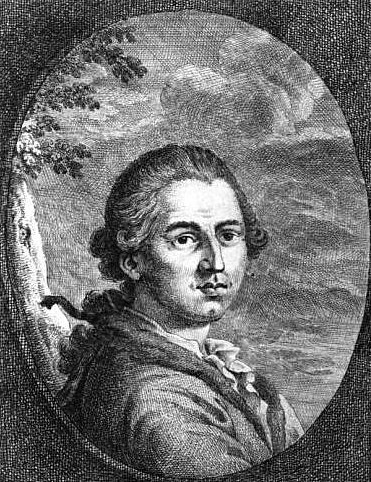
Carlo Luca Pozzi, um 1774.

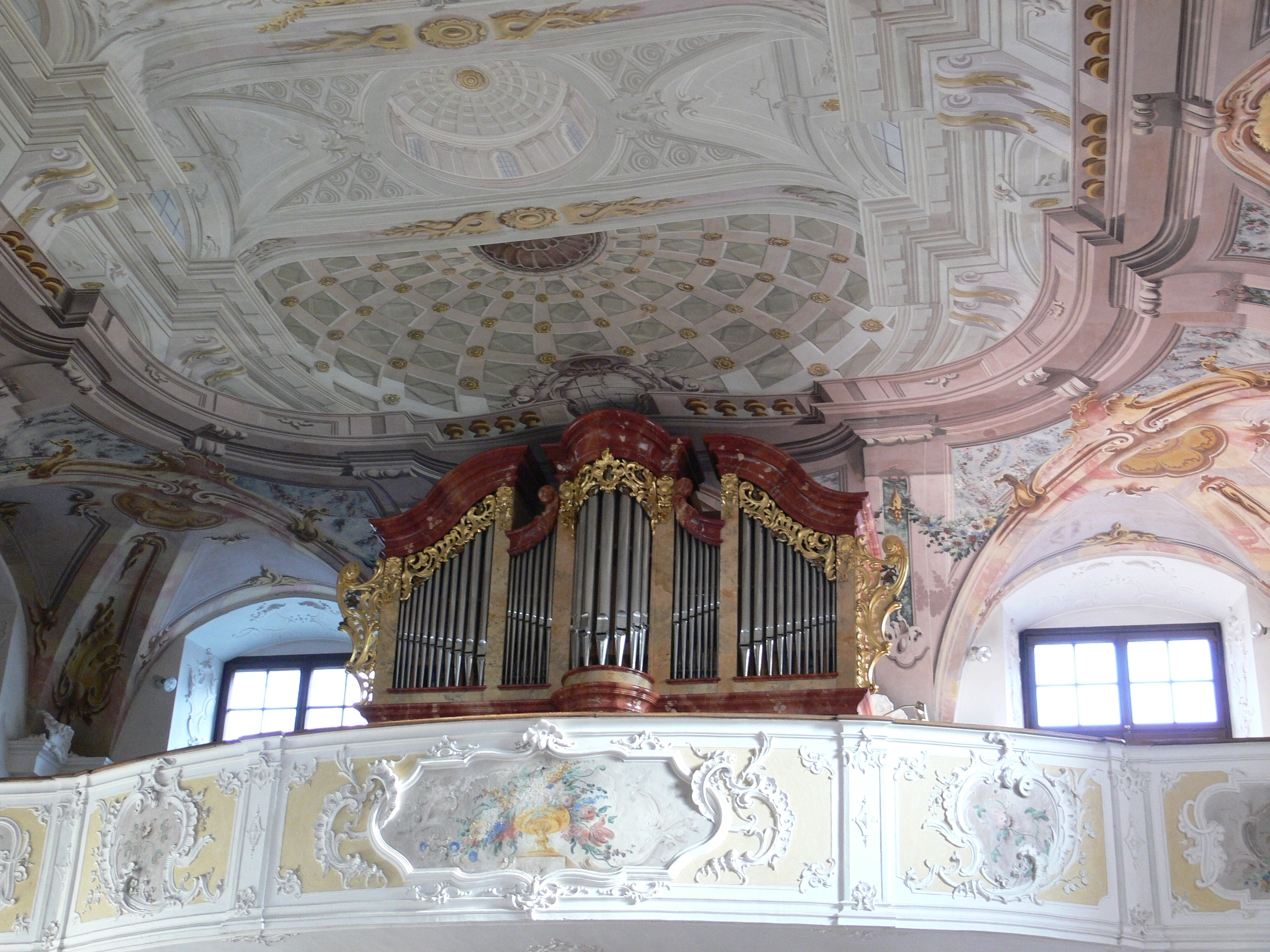
Carlo Luca Pozzi: Stuckarbeiten der Orgelempore, Neue Schloss, Meersburg, 1761.

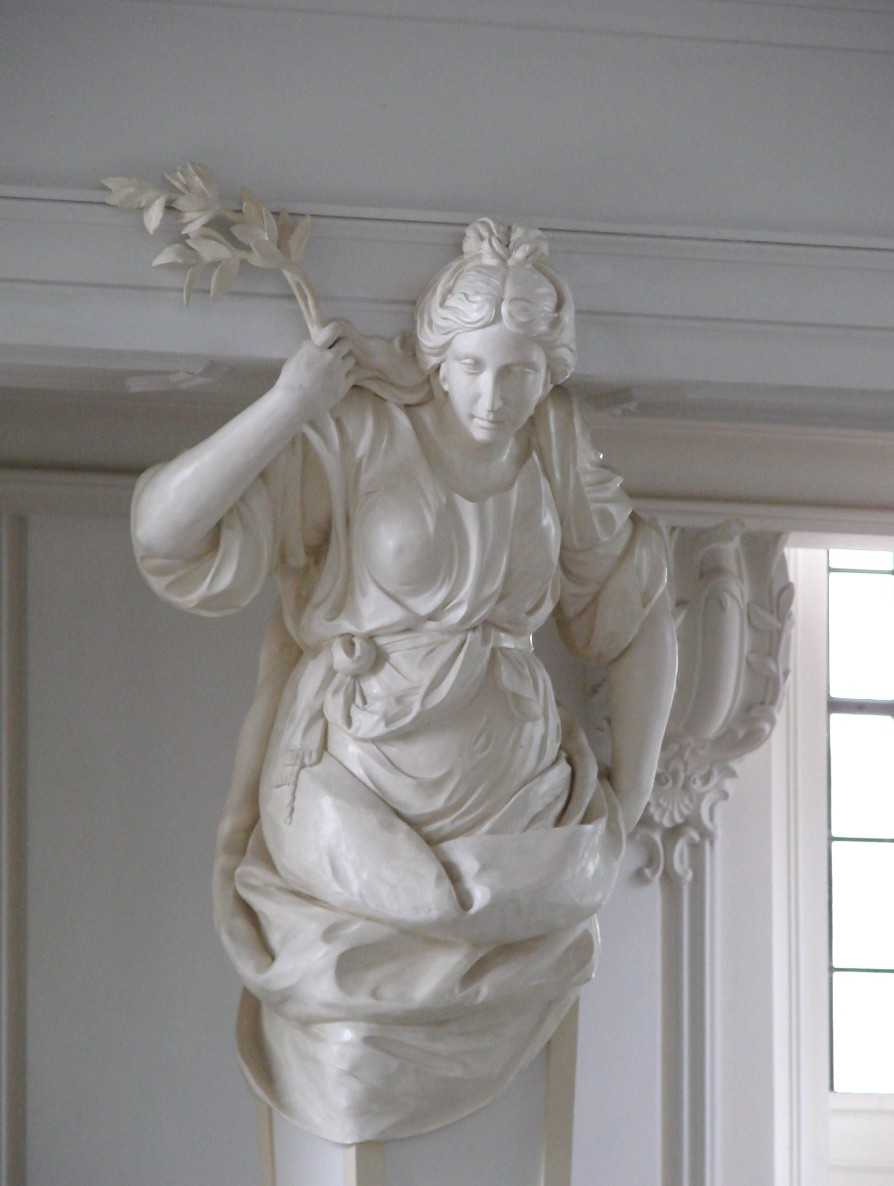
Carlo Luca Pozzi: Eine der Karyatiden der Ludwigskirche, Saarbrücken, 1773.

Carlo Luca Pozzi (* 19. Oktober 1734 in Bruzella; † 12. Dezember 1812 in Castel San Pietro TI) war ein Schweizer Stuckateur.

## Leben
Carlo Luca Pozzi wurde als zweiter Sohn des Stuckateurs Francesco Pozzi und dessen Ehefrau Orsola Petondi in Bruzella im Kanton Tessin geboren. Sein älterer Bruder Giuseppe Antonio Pozzi war später ebenfalls als Stuckateur erfolgreich, sein jüngerer Bruder Domenico Pozzi arbeitete als Porträtmaler. Die Brüder wurden schon zeitig von ihrem Vater auf Reisen nach Deutschland mitgenommen, wo vor allem Joseph Anton und Carlo Luca intensiv in der Stuckateurskunst unterrichtet worden. Er heiratete 1765 Anna Maria Pozzi Tochter eines Architekten aus Morbio Superiore.
Pozzi ging zuerst nach Schwaben, wo er sich als Stuckateur verdingte, und später in die Niederlande, wo er sich durch Arbeiten in Brüssel einen guten Ruf erwarb. Schließlich ging er nach Mannheim, wo sein Bruder Joseph Anton als Hofstukaturarbeiter tätig war. In Schwetzingen fertigte er für das Kaiser-Zimmer des Kurfürsten Karl Theodor einen Kamin nach französischem Vorbild, der aufgrund der detaillierten Ausführung und der Darstellung sämtlicher Figuren in Lebensgröße Aufsehen erregte. Herzog Carl Eugen von Württemberg wurde daraufhin auf Carlo Luca Pozzi aufmerksam und berief ihn nach Ludwigsburg, wo Pozzi dessen Residenzschloss Ludwigsburg mit Statuen und Stuckwerken ausgestaltete. Auch etliche künstliche Ruinen im Park des Schlosses Schwetzingen stammen aus seiner Hand. Später war er längere Zeit in Diensten des Markgrafen in Baden-Baden, arbeitete aber auch in Belgien, in der Schweiz und in Frankreich.

## Werke (Auswahl)
Carlo von 1757 bis 1759 realisierte die Reliefs der vier Evangelisten an der Decke der Pfarrkirche Sant’Eusebio in Castel San Pietro. Gleichzeitig mit der Ausschmückung der Pfarrkirche schuf er wohl auch ein Wandrelief in einem Haus ganz in der Nähe, das der Familie Magni gehörte. Dann realisierte er von 1759 bis 1761 stuckarbeiten im Dom von Arlesheim bei Basel. Im Neuen Schloss von Meersburg, das von 1712 bis 1760 als Residenz der Konstanzer Fürstbischöfe erbaut wurde, schuf Pozzi filigrane Reliefs im Festsaal und in verschiedenen Räumen der Obergeschosse. Zudem übernahm er zusammen mit Giuseppe Appiani die Gestaltung der Borromäuskapelle im Priesterseminar. Das Treppenhaus entstand nach Plänen von Balthasar Neumann mit Fresken von Giuseppe Appiani und Stuckarbeiten von Pozzi.

«Auch die Kartuschen […] zeigen Pozzi als einen Vertreter des späten Rokoko: die Kontur wird in reich bewegte einzelne kleine Schwünge, Rocaillen, Muschelbruchstücke und C- und S-Schwünge aufgelöst.»

Im Jahr 1773 schuf Pozzi für die Ludwigskirche in Saarbrücken zehn der zwölf Säulen in Frauengestalt (Karyatiden), die das Kircheninnere entscheidend prägen. Aus etwa dieser Zeit stammt auch Pozzis Hochaltar in Sarkophagform in der St. Ursenkathedrale in Solothurn, in der bereits sein Vater die Stuckarbeiten ausgeführt hatte.
Um 1775 war er mit der Ausgestaltung des Konstanzer Münsters befasst. Gersmann-Kohl erwähnt zudem Pozzis Engagement in Frankreich:

«…so entwarf [er] Ende 1795 für die Place de la Concorde eine Skulpturengruppe, in der die Freiheitsstatue [des vorher ‚Place de la Liberté‘ genannten Platzes] durch eine Allegorie der Eintracht ersetzt ist.»